# Diana Burkot
Diana Yurievna Burkot (née le 16 mars 1985 à Lioubertsy, URSS ) est une artiste et musicienne russe, activiste, connue pour son projet solo Rosemary Loves a Blackberry, comme membre du groupe alternatif moscovite Fanny Kaplan (2012-2017) et en tant que membre du groupe punk féministe Pussy Riot. Dans le cadre de cette dernière activité, elle a participé à l'action du 21 février 2012 dans la Cathédrale du Christ-Sauveur, seul membre du groupe à rester anonyme jusqu'à la fin du délai de prescription de l'affaire pénale,.

## Biographie
Elle est née à Lioubertsy le 16 mars 1985. En 2003, elle entre au Collège de musique d'improvisation de Moscou, avec spécialisation en instruments à percussion, dont elle est diplômée en 2008. Pendant ses études, elle a commencé à jouer dans son premier groupe, Banana Princess. Ensuite, elle poursuit sa carrière musicale dans les groupes Little God et Pripoy.
En 2011, elle rejoint les Pussy Riot et participe à divers événements, dont le service de prière punk «Mère de Dieu, chasse Poutine !» tenu le 21 février 2012 dans la cathédrale du Christ-Sauveur (la seule à rester non identifiée par la police), ce qui a provoqué un tollé général et l'ouverture d'une procédure pénale. Fin 2012, elle entre à l'École de photographie et multimédia Rodchenko de Moscou, où elle étudie dans le programme d'art multimédia et d'art vidéo (groupe « Vidéo et installation ») jusqu'en 2015,. Puis, en 2012, avec les sœurs Lyusya et Karina Kazaryan, elle a monté le groupe « Fanny Kaplan », dans lequel, au cours des cinq années suivantes, elle a effectué de nombreux concerts et sorti deux albums.
Après la dissolution de Fanny Kaplan en mai 2017, chaque membre lance son propre projet solo. Diana prend le nom de scène « Rosemary Loves a Blackberry » et poursuit son travail dans la veine de la musique électronique éclectique. Elle a continué à participer à des collaborations musicales et vidéographiques. La même année, elle a sorti la vidéo « Purr » sous un nouveau nom de scène, et elle a sorti son premier album solo, intitulé « ❤️ », le 11 août 2017 sous le label indépendant britannique Anti-Ghost Moon Ray. Et fin octobre sort l'EP « 5 », composé de trois titres, pour chacun desquels une vidéo a été tournée,.
Le 5 mai 2018, l'album « ❤️ » a été enrichi et sorti sur cassettes par le label « Go Tape ». Le 1er juillet, le deuxième album solo de Diana, « snowfake », sort sous le label néerlandais Smikkelbaard. Et le 9 août, au Garage Museum of Contemporary Art, dans le cadre du programme «la voix comme stratégie», a lieu sa présentation, qui montre également des fragments d'un projet d'art vidéo encore sans nom, qui a ensuite pris forme dans une série de nouvelles intitulées «Du sang et de la sueur». Par la suite, « snowfake », comme le premier album, sera réédité sur cassettes audio. Au sein du groupe de black metal Wardra, où elle jouait de la batterie, la même année, elle sort l'album « Ancestor Of The New World »,.
En 2020 sort le troisième album complet, «Wierdberry». En janvier 2021, une version étendue  intitulée «Weirdberry ext.» est sortie, qui comprend, en plus des huit titres de la version originale, des reprises des chansons « Hysteria » d'Agatha Christie et « The Artist Who Painted Rain» d'Angelika Varum . Sous cette forme étendue, l'album reçoit un communiqué de presse sur le site The Blueprint et une sortie complète sur les plateformes musicales.
Le 18 février 2022, Burkot a sorti son quatrième album studio « +4 » sur le label indépendant Detroit Underground, dont la tracklist se compose de chansons mises à jour d'albums précédents, entièrement réenregistrées à l'aide d'instruments live. Un quatuor a été réuni spécialement à cet effet, d'où le titre du disque,. Après l'invasion de l'Ukraine par la Russie, elle a émigré en Islande et a tourné avec Pussy Riot pour la tournée «Riot Days»,,,.

## Activisme politique

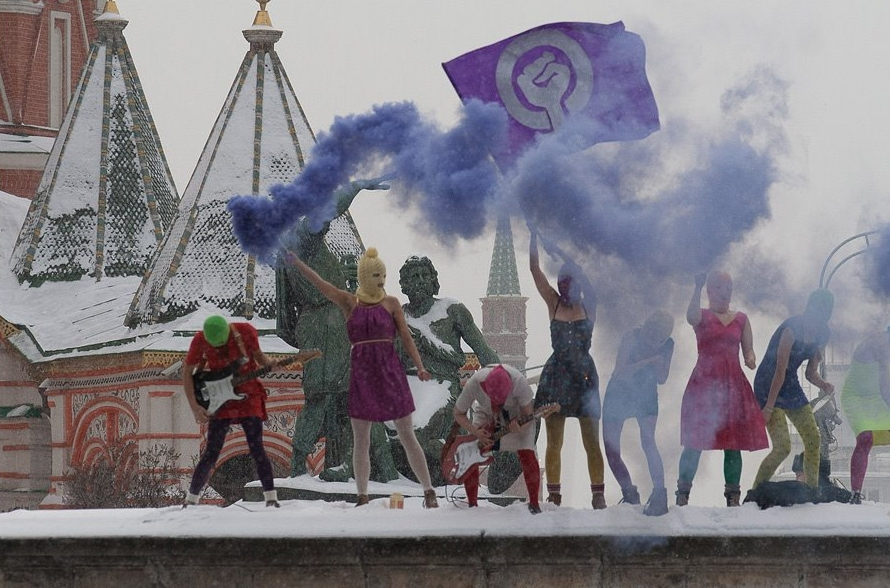
Représentation des Pussy Riot sur la Place Rouge le 20 janvier 2012

Selon Diana, elle a rencontré les membres des Pussy Riot lors d'une répétition, où elle travaillait elle-même sur la musique, et, sur les conseils d'amis communs, a commencé à écrire des arrangements pour eux. Par la suite, à l'invitation d'Ekaterina Samutsevich et Nadezhda Tolokonnikova, elle a participé à la représentation du groupe au Execution Ground : « J'ai rejoint le groupe en préparation de l'action sur la Place Rouge. Les filles sont venues et nous avons enregistré la chanson « Like in a Red Prison ». Dans le même temps, Diana, en tant qu'artiste, a commencé à mener des actions et des déclarations, à la fois en solo et au sein de divers groupes artistiques (Pussy Riot, « Solder »), mêlant souvent installation artistique et performance à ses activités musicales,,,,,.
Avec Maria Alekhina, Nadezhda Tolokonnikova et Ekaterina Samutsevich, elle a organisé anonymement l'événement de prière punk des Pussy Riot « Mère de Dieu, chasse Poutine ! qui a eu lieu le 21 février 2012 dans la cathédrale du Christ-Sauveur et a provoqué un tollé général, qui a dégénéré en une affaire pénale . Burkot, contrairement aux autres participants, a réussi à conserver l’anonymat et à éviter des poursuites pénales. Par la suite, après l'expiration du délai de prescription dans l'affaire pénale, son identité a été révélée lors d'un entretien avec Nadejda Tolokonnikova.
À partir de 2018, elle a lancé un projet consistant en une série de déclarations vidéo sous le titre général « Sang et sueur », filmées avec la vidéaste Ekaterina Frolova. Un certain nombre d'interprètes ont été impliqués dans le travail sur les nouvelles selon le principe : un héros - une nouvelle dédiée à son expérience traumatique,. Le projet sous forme d'installations vidéo a été présenté au MAMM et Garage de Moscou en 2018-2019,. Les œuvres vidéo du projet ont été partiellement publiées en accès libre sur Colta.ru sur les réseaux sociaux Burkot et sur la chaîne YouTube Rosemary loves a blackberry.
Le 28 septembre 2019, Burkot a participé aux préparatifs de la représentation immersive du Théâtre Gruz 300 « Rave n° 228 », qui mettait également en vedette les artistes Sasha Starost, Katrin Nenasheva et d'autres. Le premier spectacle a été perturbé par les policiers.
Le 15 octobre 2020, elle a été arrêtée par la police en lien avec sa participation à l'action anti-homophobe menée par les Pussy Riot le 7 octobre,,. Dans la soirée du même jour, elle a été libérée du commissariat avec un rapport pour violation des règles de participation au rassemblement.

## Discographie

### Albums studios
Fanny Kaplan
- Pâte à modeler ( 2014 )
- Éponyme ( 2016 )

rosemary loves a blackberry
- ❤️ (2017)
- snowfake (2018)
- weirdberry ext. (2020—2021)
- +4 (2022)

Wardra
- Ancestor Of The New World (2018)

## Prix
- Nommée pour le Debut Award aux Steppenwolf Music Awards en 2014, dans le cadre de Fanny Kaplan[39],[40]
- Nomination au Prix Sergei Kuryokhin en 2017 pour le projet solo Rosemary Loves a Blackberry[41],[42].
- Prix Woody Guthrie (2023) (dans le cadre des Pussy Riot )[43]
- Docteur honoris causa en lettres (2023) – Université du Kent[44]